# ایستگاه وی‌سی‌سی–کلارک
ایستگاه وی سی سی-کلارک (انگلیسی: VCC–Clark station) یک ایستگاه مرتفع در خط میلنیوم سیستم حمل و نقل سریع مترو در مترو ونکوور اسکای‌ترین (ونکوور) است. نام این ایستگاه از کالج محلی ونکوور (VCC) واقع در ونکوور، بریتیش کلمبیا، کانادا گرفته شده‌است و به عنوان پایانه غربی خط میلنیوم عمل می‌کند.